# Верба Ігор Володимирович
Ігор Володимирович Верба (нар. 30 жовтня 1962, м. Київ) — український історик, доктор історичних наук, спеціалізується на українській історіографії 1920–1940-х рр.

## Життєпис
Протягом 1981—1983 рр. служив в армії. По закінченню служби, в 1984 році вступає на історичний факультет Київського державного університету ім. Тараса Шевченка, де і навчався до 1989 року. Протягом 1989—1990 рр. — старший лаборант кафедри політичної історії гуманітарних факультетів КДУ.
У 1990—1991 рр. — асистент кафедри історії України Київської державного педагогічного інституту. У 1991—1994 рр. — аспірант Інституту української археографії та джерелознавства ім. М. С. Грушевського НАН України (ІУАД НАН України).
В 1994 році Ігор Володимирович захистив кандидатську дисертацію на тему: «Н. Д. Полонська-Василенко — історик та археограф» (керівник к.і.н. О. С. Рубльов). У 1994—1995 рр. — науковий співробітник, в. о. вченого секретаря ІУАД НАН України.
У 1995—1998 рр. — докторант ІУАД НАН України. У 2000 році захистив докторську дисертацію «Олександр Оглоблин та його внесок в українську історіографію 1920-1940-х років» (науковий консультант — д.і.н., проф., чл.-кор. НАН України П. С. Сохань). З 1998 р. — старший науковий співробітник відділу джерел історії України XIX — початку XX ст. ІУАД НАН України. Одночасно у 1995—1996 рр. — доцент Слов'янського університету, у 1998—2001 рр. — доцент Національного університету «Києво-Могилянська академія», з 2001 р. — професор історичного факультету Київського національного університету імені Тараса Шевченка.
Верба Ігор Володимирович — автор понад 300 праць у тому числі 8 монографій. Під його керівництвом було захищено 7 кандидатських і 2 докторські дисертації.

## Праці
- Верба І. Арешт Олександра Оглоблина // Сіверянський літопис: всеукраїнський науковий журнал / Чернігівське обласне об"єднання Всеукраїнського товариства «Просвіта» імені Т. Г. Шевченка. — Чернігів, 1999. — № 2. — С. 51-55
- Верба І. Археографічні студії Наталії Полонської-Василенко // Історичний журнал: наукове громадсько-політичне видання / Ін-т політичних і етнонаціональних досліджень ім. І. Ф. Кураса НАН України. — Київ, 2008. — № 5. — С. 3-21.
- Верба І. Архів Михайла Рубача як джерело до вивчення його біографії // Архівознавство. Археографія. Джерелознавство: міжвідомчий науковий збірник / Держ. комітет архівів України; НАН України; Нац. бібл. України ім. В. І. Вернадського; КНУТШ. — Київ, 2000. — № 2. — С. 91-95.
- Верба І. В. Архівна діяльність Олександра Оглобліна в Україні // Українське архівознавство: історія, сучасний стан та перспективи: наукові доповіді Всеукраїнської конференції (19-20 листоп. 1996 р.) / Голов. арх. упр. при Кабміні України ; Укр. наук.-досл. ін-т арх. справи та документознавства ; Київ. ун-т ім. Т. Шевченка ; Спілка архівістів України ; (упоряд. : В. Ляхоцький, І. Матяш). — Київ: [Б. в.], 1997. — Ч. 1. — С. 191—195.
- Верба І. Вибрані листи Михайла Слабченка до Олександера Оглоблина // Спеціальні історичні дисципліни: питання теорії та методики: збірка наукових праць та спогадів / Ін-т історії України НАН України. — Київ, 2001. — № 6, ч. 2 : Пам'яті відомого вченого — історика, доктора історичних наук, професора В. О. Замлинського. — С. 36-79.
- Верба І. Від Петра I до Петра II, або студії з історії палацових переворотів в Росії у 1720-х роках // Історичний журнал: наукове громадсько-політичне видання / Ін-т політичних і етнонаціональних досліджень ім. І. Ф. Кураса НАН України. — Київ, 2010. — № 1/3 (49). — С. 184—207.
- Верба І. В. Внесок істориків УСРР 1920-x рр. у повоєнну українську зарубіжну історіографію // Вісник Київського національного університету імені Тараса Шевченка / Київський національний університет імені Тараса Шевченка. — Київ, 2001. — С. 31-34. — (Історія ; Вип. 54)
- Верба І. В. Володимир Іконников — дослідник історії Росії / Ігор Верба, Людмила Жицька ; Центр пам'яткознавства НАН України і Укр. т-ва охорони пам'яток історії та культури. — Ніжин: Вид-во НДУ ім. М. Гоголя, 2011. — 149 с.
- Верба І. Володимир Іконников про Петра І і його добу / І. Верба, Л. Жицька // Історичний журнал: Наукове громадсько-політичне видання / Ін-т політичних і етнонаціональних досліджень ім. І. Ф. Кураса НАН України. — Київ, 2007. — № 1. — С. 63-70.
- Верба І. В. Грушевський Михайло Сергійович // Історичний факультет Київського національного університету імені Тараса Шевченка: минуле й сьогодення (1834—2004 рр.) / КНУТШ ; під ред. Г. Д. Казьмирчука ; [ред. кол. І. В. Верба, Б. М. Гончар, М. В. Гримич … Г. Д. Казьмирчук (відп. ред.) та ін. ; авт. кол. Ведмідь Л. А., Верба І. В. та ін.]. — Київ: Прайм-М, 2004. — С. 185.
- Верба І. Дмитро Багалій і Олександр Оглоблин: до історії творчих стосунків / І. Верба, С. Кіржаєв // Схід /Захід: історико-культурологічний збірник / Східний ін-т українозн. ім. Ковальских; Харків. держ. ак. культури та інш. — Харків, 1999. — Вип. 2. — С. 218—270.
- Верба І. До взаємин Олександра Оглоблина з Михайлом Грушевським (1920-ті р.р.) // З архівів ВУЧК-ГПУ-НКВД-КГБ: науковий і документальний журнал / Головна редакційна колегія наук.-док. серії книг «Реабілітовані історією». — Київ, 1999. — № 1/2. — С. 233—259.
- Верба І. В. Життя і творчість Н. Д. Полонської-Василенко (1884—1973) / І. В. Верба; НАН України, Ін-т української археографії та джерелознавства ім. М. С. Грушевського. — Київ: [Б. в.], 2000. — 339 с.
- Верба І. В. Життя і творчість Наталії Полонської-Василенко (1884—1973) / І. В. Верба ; Центр пам'яткознавства. НАН України та Українського товариства охорони пам'яток історії і культури. — Ніжин: Аспект-Поліграф, 2008. — 324 с.
- Верба І. З історії листування між О. П. Оглоблиним та Н. Д. Полонською-Василенко 1930—1940 рр. // Архіви України: Науково-практичний ж-л / Держ. ком. архівів України; Ін-т укр. археографії та джерелозн. ім. М. С. Грушевського; НАН України. — Київ, 2003. — № 4/6. — С. 49-65.
- Верба І. В. Історик Кость Штеппа: людина, вчений, педагог / І. В. Верба, М. О. Самофалов ; Центр пам'яткознавства НАН України і Укр. т-ва охорони пам'яток історії та культури. — Київ: Центр пам'яткознавства НАН України і УТОПІК, 2010. — 195 с.
- Історичний факультет Київського національного університету імені Тараса Шевченка: минуле й сьогодення (1834—2004 рр.) / КНУТШ ; під ред. Г. Д. Казьмирчука ; [ред. кол. І. В. Верба, Б. М. Гончар, М. В. Гримич … Г. Д. Казьмирчук (відп. ред.) та ін. ; авт. кол. Ведмідь Л. А., Верба І. В. та ін.]. — Київ: Прайм-М, 2004. — 356 с.
- Верба І. Кость Штеппа: роки окупації (1941—1943) / І. Верба, М. Самофалов // Історичний журнал: Наукове громадсько-політичне видання / Ін-т політичних і етнонаціональних досліджень ім. І. Ф. Кураса НАН України. — Київ, 2007. — № 4. — С. 101—116.
- Богдашина О. М. Листи Н. Д. Полонської-Василенко до О. Д. Багалій-Татаринової / О. М. Богдашина, І. В. Верба // Схід /Захід: історико-культурологічний збірник / Мін. культури та мистецтв Укр.; Харків. держ ак. культури та інш. — Харків, 1998. — Вип. 1. — С. 171—194.
- Шаповал Ю. Михайло Грушевський / Ю. Шаповал, І. Верба. — Київ: Альтернативи, 2005. — 352с. — (Особистість і доба).
- Верба І. В. Михайло Грушевський: останній період перед еміграцією (квітень 1918 — квітень 1919 рр.) // Соціальна історія: науковий збірник / Київський національний університет ім. Тараса Шевченка, Кафедра історії гуманітарних факультетів. — Київ, 2008. — Вип. 3. — С. 53-58.
- Верба І. Михайло Слабченко та Олександр Оглоблин (до взаємин внучатих учнів Володимира Антоновича в 1920-х роках) // Третя академія пам'яті професора Володимира Антоновича, 11-12 грудня 1995 p. м. Київ: доповіді та матеріали / Академія пам'яті професора Володимира Антоновича. — Київ, 1996. — [Ч. 1]. — С. 219—224.
- Верба І. Молодій українській дипломатії присвячується // Історичний журнал: Наукове громадсько-політичне видання / Ін-т політичних і етнонаціональних досліджень ім. І. Ф. Кураса НАН України. — Київ, 2006. — № 6. — С. 111—113.
- Н. Д. Полонська-Василенко: покажчик документальних матеріалів в архівах України / НАН України, Ін-т української археографії та джерелознавства ім. М. С. Грушевського ; Запорізьке наук. т-во ім. Я. Новицького ; Ін-т усної історії ЗНУ; [упоряд.: І. В. Верба, С. Г. Водотика, Н. І. Швайба]. — Київ ; Запоріжжя: [Тандем У], 2008. — 364 с.
- Верба І. В. Нариси з історії палацових переворотів у Росії (1720-1760-ті роки): навчальний посібник / Ігор Верба ; КНУТШ. — Ніжин: Аспект-Поліграф, 2010. — 196 с.
- Невідомі сторінки життя О. П. Оглоблина в архівних документах / О. Пшенніков, Д. Вєдєнєєв, І. Верба, Г. Смирнов // З архівів ВУЧК-ГПУ-НКВД-КГБ: науковий і документальний журнал / Головна редакційна колегія наук.-док. серії книг «Реабілітовані історією». — Київ, 1999. — № 1/2. — С. 260—315.
- Олександр Оглоблин: Українська історіографія 1917—1956 / КНУТШ. Центр українознавства; Пер. з англ.; Уклад.: І.Верба, О.Юркова. — Київ, 2003. — 252с.
- Верба І. Олександр Оглоблин: життя і праця в України: До 100-ліття з дня народження / І. Верба; Відп.ред. П. С. Сохань;НАН України. Ін-т укр.археографії та джерелознавства. — Київ, 1999. — 384с.
- Верба І. Питання економічного розвитку українців у національній політичній думці (кінець ХІХ — перша чверть XX ст.) / І. Верба, М. Кармазіна // Сіверянський літопис: всеукраїнський науковий журнал / Чернігівське обласне об"єднання Всеукраїнського товариства «Просвіта» імені Т. Г. Шевченка. — Чернігів, 1998. — № 3. — С. 142—153.
- Верба І. Роль представників та послідовників школи В. Б. Антоновича в житті та творчій діяльності Н. Д. Полонської-Василенко // Академія пам'яті професора Володимира Антоновича, (16-18 березня 1993 р. м. Київ): доповіді та матеріали / Академія пам'яті професора Володимира Антоновича. — Київ, 1994. — С. 217—223.
- Верба І. «Справа Сташевського» та Київський університет // Київська старовина: науковий історико-філологічний журнал / Київський славістичний університет. — Київ, 2010. — № 1 (341). — С. 28-34.
- Верба І. Справа Сташевського: до взаємин учителя та учня київської наукової соціально-економічної школи Митрофана Довнар-Заполського // Хроніка — 2000 : український культурологічний альманах / Колектив ред. «Хроніка — 2000». — Київ, 2012. — Вип. 1 (91): Україна — Білорусь Книга 2. — С. 355—363.
- Верба І. Спроби відновлення Української Академії наук у Києві (кінець 1941-середина 1942 рр.) // Хроніка — 2000 : Український культурологічний альманах / Колектив редакції «Хроніка — 2000». — Київ, 2007. — Вип. 72 : Україна освітня: історія. персоналії.поступ. — С. 559—575.
- Верба І. «Українське відродження неодмінно розпочнеться…» // Пам'ять століть. Планета: Історичний науковий та літературний журнал / Мін. освіти і науки Укр.; Нац. пед. ун. ім. Михайла Драгоманова та інш. — Київ, 2006. — № 6. — С. 146—148.